# كاوه كرمياني
كاوه محمد أحمد كرمياني، المعروف بكاوه كرمياني (بالكردية: کاوە محمد ئەحمەد گەرمیانی) (1981 – 5 ديسمبر 2013) هو صحفي كردي عراقي. وُلد في مدينة كلار التابعة لمحافظة السليمانية في إقليم كردستان العراق. اشتهر كاوه كرمياني بعد اغتياله أمام منزله في قضاء كلار في 5 ديسمبر 2013، وهو الحادث الذي وقع بعد فترة قصيرة من إعلان نيته نشر مقال يكشف عن تورط مسؤولين كبار في إقليم كردستان في قضايا فساد إداري ومالي. في صباح يوم اغتياله، تعرض كرمياني لإطلاق نار من قبل ثلاثة مسلحين أمام منزله، مما أسفر عن وفاته على الفور. كانت هذه الحادثة بمثابة صدمة كبيرة للمجتمع الصحفي والناشطين في مجال حقوق الإنسان. بعد مقتله، اتهمت عائلة كاوه كرمياني بعض الأحزاب السياسية في إقليم كردستان، وعلى رأسها حزب الاتحاد الوطني الكردستاني (PUK)، بالوقوف وراء اغتياله، معتبرين أن الحادث كان بسبب تحقيقاته الصحفية المتعلقة بالفساد في الإقليم. كما تحدث أفراد عائلته عن تهديدات سابقة تعرض لها، مؤكدين أنها كانت تشير إلى نية هذه الأطراف إسكات صوته الصحفي.